# Plážový volejbal na Letních olympijských hrách 2012

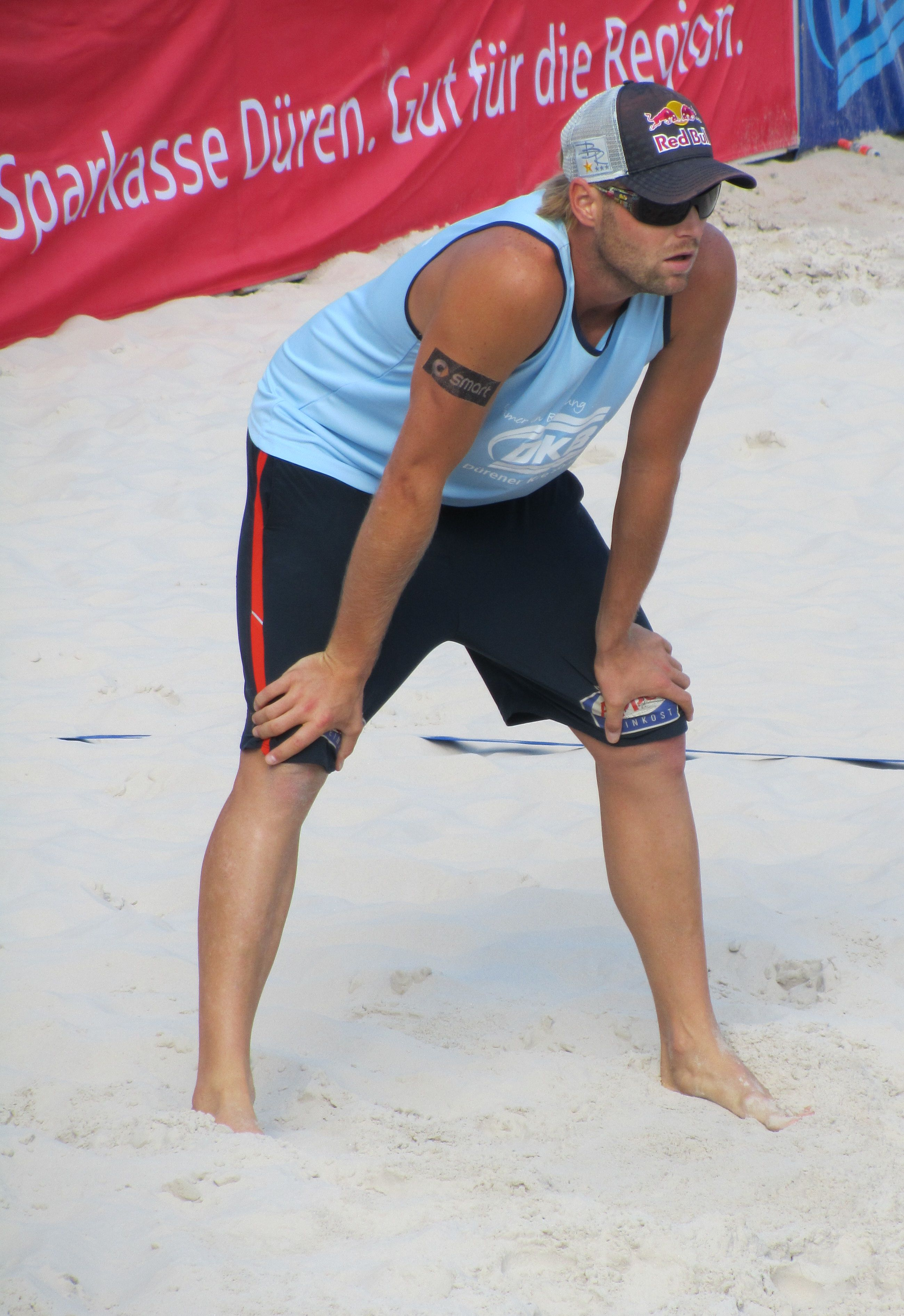
Julius Brink - foto z roku 2011
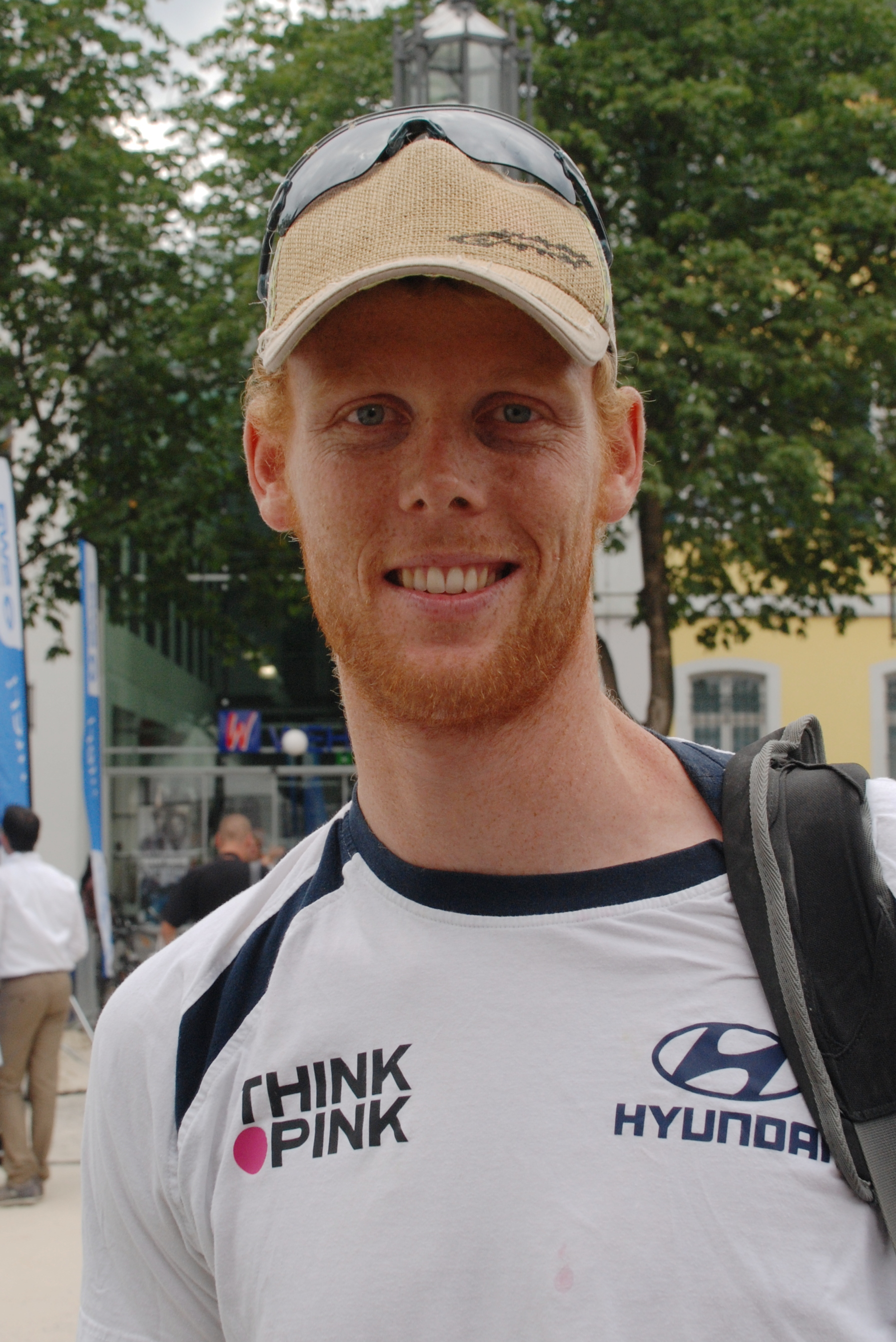
Jonas Reckermann - foto z roku 2008
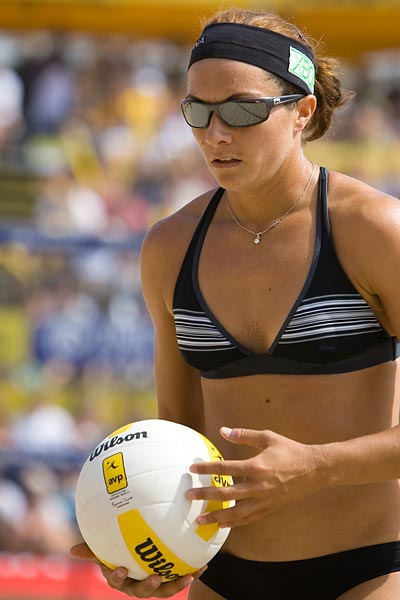
May Treanor - foto z roku 2007
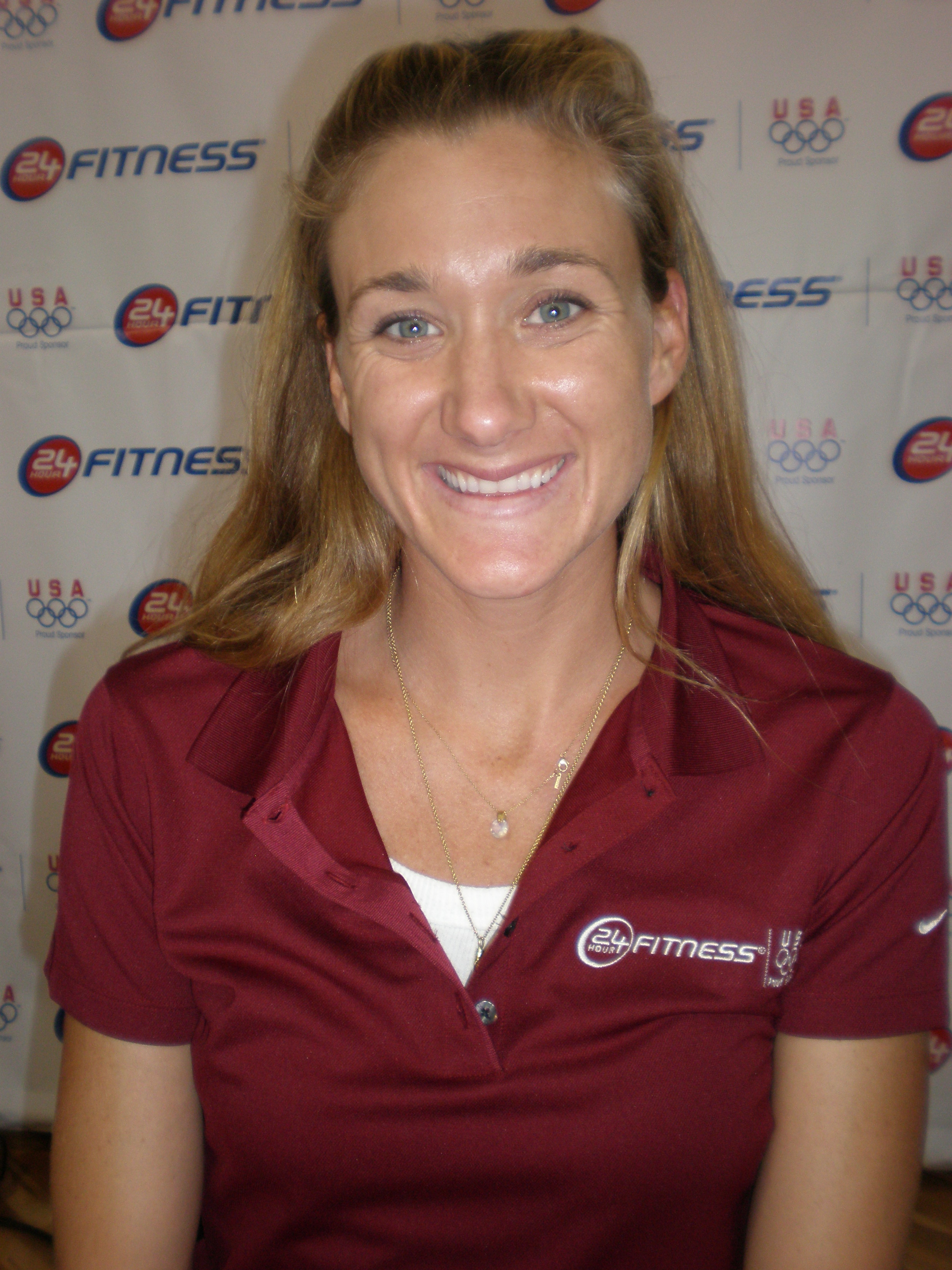
Kerri Walsh - foto z roku 2008

Turnaj v plážovém volejbale na Letních olympijských hrách 2012 probíhal od 28. července do 9. srpna 2012. Ženy odehrály finálový zápas 8. srpna, muži o den později. Do turnaje se kvalifikovalo shodně 24 párů v každé kategorii (muži, ženy). Páry byly rozděleny do šesti skupin po čtyřech. Zápasy se hrály jednokolově systémem každý s každým. Dva nejlepší páry z každé skupiny postupovaly do vyřazovací části. Páry na třetích místech byly seřazeny do tabulky. Dva nejlepší páry postoupily do čtvrtfinále přímo, zbylé čtyři sehrály předkolo vyřazovací části.
Zápasy se hrály v areálu Horse Guards Parade v Londýně.
Nejúspěšnější zemí se staly Spojené státy americké, které ovládly ženské finále, získaly zlatou a stříbrnou medaili. Mezi úspěšné lze zařadit i Brazílii, která si odvezla bronz z ženské soutěže, v mužské soutěži získala stříbrnou medaili. Česká republika měla v tomto sportu trojnásobné zastoupení, jeden pár v mužské kategorii a dva páry v ženské soutěži. Ženský pár Kristýna Kolocová – Markéta Sluková byl hodnocen na děleném 5. místě.
Na letních olympijských hrách se hrál plážový volejbal popáté (poprvé v roce 1996).

## Medailisté
| Soutěž | Zlato                                                             | Stříbro                                                    | Bronz                                                  |
| ------ | ----------------------------------------------------------------- | ---------------------------------------------------------- | ------------------------------------------------------ |
| Muži   | Německo (GER) · Julius Brink · Jonas Reckermann                   | Brazílie (BRA) · Alison Cerutti · Emanuel Rego             | Lotyšsko (LAT) · Mārtiņš Pļaviņš · Jānis Šmēdiņš       |
| Ženy   | Spojené státy americké (USA) · Kerri Walshová · Misty May-Treanor | Spojené státy americké (USA) · Jennifer Kessy · April Ross | Brazílie (BRA) · Juliana Felisberta · Larissa Françová |

## Kvalifikované páry
| Nasazení | Muži                                     | Země                  | Nasazení | Ženy                                   | Země           |
| -------- | ---------------------------------------- | --------------------- | -------- | -------------------------------------- | -------------- |
| 1        | Alison Cerutti – Emanuel Rego            | Brazílie              | 1        | Juliana Felisberta – Larissa Françová  | Brazílie       |
| 2        | Phil Dalhausser – Todd Rogers            | USA                   | 2        | Xue Chen – Zhang Xi                    | Čína           |
| 3        | Julius Brink – Jonas Reckermann          | Německo               | 3        | Misty May-Treanor – Kerri Walshová     | USA            |
| 4        | Jake Gibb – Sean Rosenthal               | USA                   | 4        | Jennifer Kessy – April Ross            | USA            |
| 5        | Reinder Nummerdor – Richard Schuil       | Nizozemsko            | 5        | Maria Antonelli – Talita Antunes       | Brazílie       |
| 6        | John Garcia Thompson – Steve Grotowski   | Velká Británie        | 6        | Zara Dampney – Shauna Mullin           | Velká Británie |
| 7        | Pedro Cunha – Ricardo Santos             | Brazílie              | 7        | Greta Cicolari – Marta Menegatti       | Itálie         |
| 8        | Jonathan Erdmann – Kay Matysik           | Německo               | 8        | Sara Goller – Laura Ludwig             | Německo        |
| 9        | Grzegorz Fijałek – Mariusz Prudel        | Polsko                | 9        | Sanne Keizer – Marleen van Iersel      | Nizozemsko     |
| 10       | Wu Penggen – Xu Linyin                   | Čína                  | 10       | Kristýna Kolocová – Markéta Sluková    | Česko          |
| 11       | Adrián Gavira – Pablo Herrera            | Španělsko             | 11       | Simone Kuhn – Nadine Zumkehr           | Švýcarsko      |
| 12       | Jefferson Bellaguarda – Patrick Heuscher | Švýcarsko             | 12       | Katrin Holtwick – Ilka Semmler         | Německo        |
| 13       | Daniele Lupo – Paolo Nicolai             | Itálie                | 13       | Lenka Háječková – Hana Klapalová       | Česko          |
| 14       | Petr Beneš – Přemysl Kubala              | Česko                 | 14       | Vassiliki Arvaniti – Maria Tsiartsiani | Řecko          |
| 15       | Sébastien Chevallier – Sascha Heyer      | Švýcarsko             | 15       | Doris Schwaiger – Stefanie Schwaiger   | Rakousko       |
| 16       | Aleksandrs Samoilovs – Ruslans Sorokins  | Lotyšsko              | 16       | Elsa Baquerizo – Liliana Fernándezová  | Španělsko      |
| 17       | Mārtiņš Pļaviņš – Jānis Šmēdiņš          | Lotyšsko              | 17       | Louise Bawden – Becchara Palmer        | Austrálie      |
| 18       | Tarjei Skarlund – Martin Spinnangr       | Norsko                | 18       | Ekaterina Khomyakova – Evgenia Ukolova | Rusko          |
| 19       | Josh Binstock – Martin Reader            | Kanada                | 19       | Marie-Andrée Lessard – Annie Martin    | Kanada         |
| 20       | Igor Hernández – Jesus Villafañe         | Venezuela             | 20       | Madelein Meppelink – Sophie van Gestel | Nizozemsko     |
| 21       | Freedom Chiya – Grant Goldschmidt        | Jihoafrická republika | 21       | Ana Gallay – María Zonta               | Argentina      |
| 22       | Sergej Prokopjev – Konstantin Semjonov   | Rusko                 | 22       | Natalie Cooková – Tamsin Hinchley      | Austrálie      |
| 23       | Kentaro Asahi – Katsuhiro Shiratori      | Japonsko              | 23       | Anastasia Vasina – Anna Vozakova       | Rusko          |
| 24       | Clemens Doppler – Alexander Horst        | Rakousko              | 24       | Natacha Rigobert – Elodie Li Yuk Lo    | Mauricius      |

### Turnaj mužů
|  | Čtvrtfinále                       | Čtvrtfinále                       |                                |                                | Semifinále                        | Semifinále  |  |  | Finále | Finále |
|  |                                   |                                   |                                |                                |                                   |             |  |  |        |        |
|  |                                   |                                   |                                |                                |                                   |             |  |  |        |        |
|  |                                   |                                   |                                |                                |                                   |             |  |  |        |        |
|  | Emanuel Rego, Alison Cerutti      | 2                                 |                                |                                |                                   |             |  |  |        |        |
|  | Emanuel Rego, Alison Cerutti      | 2                                 |                                |                                |                                   |             |  |  |        |        |
|  | Grzegorz Fijałek, Mariusz Prudel  | 1                                 |                                |                                |                                   |             |  |  |        |        |
|  | Grzegorz Fijałek, Mariusz Prudel  | 1                                 | Emanuel Rego, Alison Cerutti   | 2                              |                                   |             |  |  |        |        |
|  |                                   |                                   | Emanuel Rego, Alison Cerutti   | 2                              |                                   |             |  |  |        |        |
|  |                                   | Mārtiņš Pļaviņš, Jānis Šmēdiņš    | 0                              |                                |                                   |             |  |  |        |        |
|  | Mārtiņš Pļaviņš, Jānis Šmēdiņš    | Mārtiņš Pļaviņš, Jānis Šmēdiņš    | 0                              | 2                              |                                   |             |  |  |        |        |
|  | Mārtiņš Pļaviņš, Jānis Šmēdiņš    |                                   |                                | 2                              |                                   |             |  |  |        |        |
|  | Jake Gibb, Sean Rosenthal         | 1                                 |                                |                                |                                   |             |  |  |        |        |
|  | Jake Gibb, Sean Rosenthal         | 1                                 | Emanuel Rego, Alison Cerutti   | 1                              |                                   |             |  |  |        |        |
|  |                                   |                                   | Emanuel Rego, Alison Cerutti   | 1                              |                                   |             |  |  |        |        |
|  |                                   | Julius Brink, Jonas Reckermann    | 2                              |                                |                                   |             |  |  |        |        |
|  | Julius Brink, Jonas Reckermann    | Julius Brink, Jonas Reckermann    | 2                              | 2                              |                                   |             |  |  |        |        |
|  | Julius Brink, Jonas Reckermann    |                                   |                                | 2                              |                                   |             |  |  |        |        |
|  | Pedro Cunha, Ricardo Santos       | 0                                 |                                |                                |                                   |             |  |  |        |        |
|  | Pedro Cunha, Ricardo Santos       | 0                                 | Julius Brink, Jonas Reckermann | 2                              | Třetí místo                       | Třetí místo |  |  |        |        |
|  |                                   |                                   | Julius Brink, Jonas Reckermann | 2                              | Třetí místo                       | Třetí místo |  |  |        |        |
|  |                                   | Reinder Nummerdor, Richard Schuil | 0                              |                                |                                   |             |  |  |        |        |
|  | Reinder Nummerdor, Richard Schuil | Reinder Nummerdor, Richard Schuil | 0                              | 2                              | Reinder Nummerdor, Richard Schuil | 1           |  |  |        |        |
|  | Reinder Nummerdor, Richard Schuil |                                   |                                | 2                              | Reinder Nummerdor, Richard Schuil | 1           |  |  |        |        |
|  | Paolo Nicolai, Daniele Lupo       | 0                                 |                                | Mārtiņš Pļaviņš, Jānis Šmēdiņš | 2                                 |             |  |  |        |        |
|  | Paolo Nicolai, Daniele Lupo       | 0                                 |                                |                                | 2                                 |             |  |  |        |        |
|  |                                   |                                   |                                |                                |                                   |             |  |  |        |        |
|  |                                   |                                   |                                |                                |                                   |             |  |  |        |        |